# V zone riska
V zone riska (in russo В зоне риска?) è un singolo della cantante ucraina Loboda, pubblicato il 6 settembre 2019 come primo estratto dal primo EP Sold Out.

## Accoglienza
Guru Ken di Newsmuz.com ha osservato che la canzone è un insieme non correlato di frasi.

## Tracce
Testi e musiche di Denis Koval'skij.
Download digitale
1. V zone riska – 3:24

## Classifiche
| Classifica (2019) | Posizione massima |
| ----------------- | ----------------- |
| Russia            | 40                |
| Ucraina           | 85                |